# 钠钙闪石
钠钙闪石（英語：Arfvedsonite）又稱亞鐵鈉閃石，是一種含钠角閃石礦物，成分為：[Na][Na
2][Fe2+
4Fe3+]Si
8O
22(OH)
2。 屬單斜晶系，通常呈綠黑色到藍灰色，形狀為纖維狀到輻射狀或星狀棱柱晶體。
它是一種相當稀有的礦物，產於華盛頓州奧卡諾根縣的Golden Horn 岩磐的霞石正長岩侵入體和過鹼性偉晶岩和花崗岩中（也是硅锆钠锂石的標準產地）。 其他產地包括：加拿大魁北克省聖伊萊爾山，格陵蘭島南部的 Ilímaussaq 雜岩，以及俄羅斯科拉半島的偉晶岩。 它的礦物組合包括霞石、鈉長石、霓辉石、铁鈉閃石、镁红闪石(katophorite)和石英。
钠钙闪石於 1823 年被發現，並以瑞典化學家約翰·奧古斯特·阿韋德松（1792-1841）的名字命名。

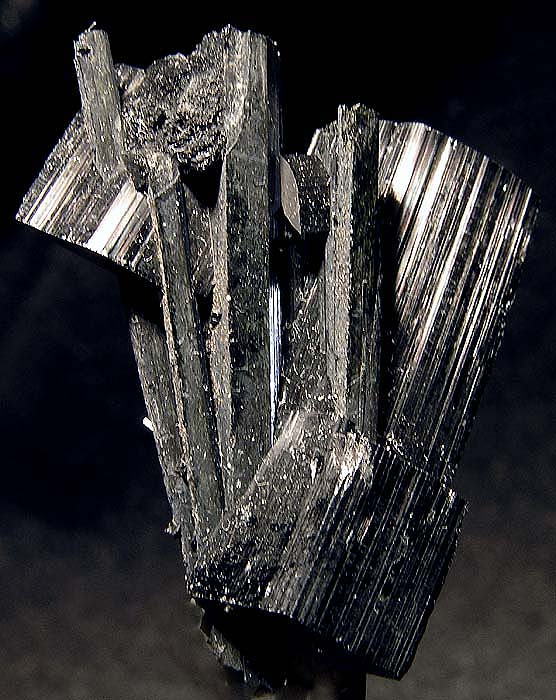
钠钙闪石, 標本地點：魁北克Mont Saint-Hilaire, Montérégie, Poudrette 採石場